# Annette von Aretin
Annette von Aretin (23. května 1920 – 1. března 2006) byla pokřtěna Marie Adelheid Kunigunde Felicitas Elisabeth, Freiin von Aretin.
Byla první bavorskou televizní hlasatelkou. Popularitu si získala, když se objevila v show Roberta Lembkeho Was bin ich? (německy Co jsem?), která se vysílala v německé televizi přes 34 let.